# Armoriale dei comuni dell'Eure-et-Loir
Questa pagina contiene le armi (stemma e blasonatura) dei comuni dell'Eure.
| Stemma | Nome del comune e blasonatura |
| ------ | --- |
|        | Anet parti ; au premier mi-parti d'azur, à l'écusson d'azur bordé d'or, chargé d'un autre écusson d'argent et accompagné de huit croisettes d'or ; au second écartelé, aux 1 et 4 d'azur à six besants d'argent, au chef d'or ; au 2 d'azur semé de fleurs de lis d'or, au franc quartier senestre d'argent chargé de trois croissants mal-ordonnés de gueules ; au 3 d'argent emmanché de sable (partito: nel 1° semipartito d'azzurro, allo scudetto d'azzurro bordato d'oro, caricato da un altro scudetto d'argento e accompagnato da otto crocette d'oro; nel 2° inquartato: in 1 e 4 d'azzurro, a sei bisanti d'argento, al capo d'oro; in 2 d'azzurro, seminato di gigli d'oro, al quartier franco a sinistra d'argento caricato di tre crescenti male ordinati di rosso; in 3 d'argento inchiavato di nero) |
|        | Brou d'azur, à la bande d'or chargée d'un demi-vol de sable, accompagnée de trois étoiles d'or, une en chef et deux en pointe (d'azzurro, alla banda d'oro caricata da un semivolo di nero, accompagnata da tre stelle d'oro, una in capo e due in punta) |
|        | Chartres De gueules, à trois besants d'argent, chacun denché de cinq pièces à dextre, chargés d'une fleur de lys à senestre, de trois tourteaux en pal et d'une figure hiéroglyphique, le tout de sable ; au chef cousu d'azur, à trois fleurs de lys d'or (di rosso, a tre bisanti d'argento, ciascuno dentato di cinque pezzi a destra, caricati di un giglio a sinistra, di tre torte in palo e di una figura geroglifica, il tutto di nero; al capo cucito d'azzurro caricato di tre gigli d'oro) |
|        | Châteaudun de gueules, à trois croissants montant d'argent 2 et 1, au chef d'azur chargé d'une croix de la Légion d'honneur (di rosso, a tre crescenti montanti d'argento 2 e 1, al capo d'azzurro caricato da una croce della Legion d'onore) |
|        | La Chaussée-d'Ivry coupé, au premier d'azur à deux fleurs de lys d'or, au second de gueules à une truite d'argent à la queue levée, soutenue d'une jumelle ondée du même (troncato: nel 1º d'azzurro, a due gigli d'oro; nel 2º di rosso, alla trota d'argento, con la coda alzata, sostenuta da una gemella ondata dello stesso) |
|        | Courville-sur-Eure de gueules à dix annelets d'argent posés, 3, 3, 3, 1 (di rosso, a dieci anelletti d'argento, posti 3, 3, 3, 1) |
|        | Dreux échiqueté d'or et d'azur (scaccato d'oro e d'azzurro) |
|        | Épernon - (d'azzurro, alla torre d'oro, aperta, finestrata e murata di nero, sormontata da tre gigli d'oro ordinati in fascia) |
|        | Gas de gueules à sept croissants d'argent ordonnés 3,3 et 1, au comble du même chargé de l'inscription GAS en lettre capitales de gueules, accompagnée de deux épis d'or, posés en bande à dextre et en barre à senestre (di rosso, a sette crescenti d'argento ordinati 3, 3 e 1; al colmo dello stesso caricato dalla scritta GAS in lettere maiuscole di rosso, accostata da due spighe d'oro, poste in banda a destra e in sbarra a sinistra) |
|        | Houx écartelé d'or, au premier et au deuxième à deux feuilles de houx en chevron renversé, au troisième à une feuille de houx en bande et au quatrième à une feuille de houx en barre, le tout de sinople (inquartato d'oro: nel 1° e 2° a due foglie di quercia poste in scaglione rovesciato; nel 3° a una foglia di quercia in banda; nel 4° a una foglia di quercia in sbarra, il tutto di verde) |
|        | Illiers-Combray d'or à six annelets de gueules (d'oro, a sei anelletti di rosso 3, 2 e 1) |
|        | Nogent-le-Roi d'azur au chevron accompagné de deux roses en chef et d'une tête de loup arrachée en pointe, le tout d'argent (d'azzurro, allo scaglione accompagnato da due rose in capo e da una testa strappata di lupo in punta, il tutto d'argento) |
|        | Nogent-le-Rotrou d'azur au lion d'argent, acosté de deux fleurs de lys d'o (d'azzurro, al leone d'argento, accostato da due gigli d'oro) |
|        | Saint-Lubin-de-la-Haye chevronné de gueules et d'or de six pièces, à l'écusson brochant du même chargé d'une couleuvre ondoyante d'azur posée en pal (scaglionato di rosso e d'oro, allo scudetto attraversante dello stesso caricato da una vipera ondeggiante d'azzurro posta in palo) |
|        | Senonches d'argent à une croix patée de gueules, cantonnée de quatre aigles de sable membrées et becquées de gueules (d'argento, alla croce patente di rosso, accantonata da quattro aquile di nero membrate e imbeccate di rosso) |